# Dave Cowens
David William Cowens (Newport, 25 oktober 1948) is een Amerikaans voormalig basketballer en coach. Met zijn lengte van 2,06 m speelde hij op de center positie en ook wel als power-forward. Hij bracht het grootste deel van zijn loopbaan door bij de Boston Celtics in de NBA. 

## Carrière

### Als speler
Cowens speelde van 1967 tot 1970 collegebasketbal voor Florida State University waar hij in 78 wedstrijden goed was voor 1.479 punten. Met 1.340 rebounds leidt hij ook de ranking aller tijden van Florida State University. Hij werd als vierde gekozen in de NBA Draft van 1970 door de Boston Celtics. In zijn rookie-jaar was Cowens goed voor een gemiddelde van 17 punten en 15 rebounds per wedstrijd. Cowens werd in 1971 de NBA Rookie of the Year, samen met Geoff Petrie. Hij werd ook opgenomen in het NBA All-Rookie Team. 
Tijdens het NBA-seizoen 1972/73 kon Cowens zijn statistieken nog verbeteren tot 20,5 punten, 16,2 rebounds en 4,1 assists per wedstrijd. Met de Celtics kon Cowens doorstoten tot de finale van de Eastern Conference waar ze het onderspit moesten delven tegen de New York Knicks. Cowens werd individueel wel verkozen tot MVP van het reguliere seizoen. 
Ook in het seizoen 1973/74 kon Cowens zich met de Celtics kwalificeren voor de playoffs. Na overwinningen tegen de Buffalo Braves en de New York Knicks stonden de Celtics in de finale tegen de Milwaukee Bucks. Na 6 wedstrijden stond het 3-3 gelijk, zodat een zevende en beslissende partij uitsluitsel moest geven over het NBA-kampioenschap. In deze finale wedstrijd was Cowens goed voor 28 punten en 14 rebounds, waarmee hij de Celtics naar een 12 NBA-titel kon leiden. Ook in het seizoen 1975/76 behaalde Cowens met de Celtics een nieuwe NBA-titel. 

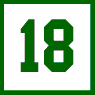
Het nummer van Cowens bij de Boston Celtics

Het daaropvolgende seizoen 1976/77 bereikten de Celtics nog wel de playoffs waar in de tweede ronde werd verloren van Philadelphia 76'ers. Individueel was Cowens goed voor een gemiddelde van 5 assists per wedstrijd. Hiermee werd hij de 4e center in de geschiedenis van de NBA die meer dan 5 assists per wedstrijd kon laten optekenen. Enkel Wilt Chamberlain, Bill Russell en Kareem Abdul-Jabbar gingen Cowens voor. Na een slechte start van het seizoen 1978/79 (met slechts 2 overwinningen uit 14 wedstrijden) werd de coach Satch Sanders ontslagen. Cowens zou het seizoen uitmaken als speler-coach. In 1980 speelde Cowens zijn laatste wedstrijden in Boston. De Celtics konden zich nog kwalificeren voor de finale van de Eastern Concference maar hier botsten ze op de sterkere Philadelphia 76ers. Cowens nam daarop afscheid als speler. Op 8 februari 1981 maakten de Boston Celtics bekend dat, als eerbetoon aan zijn prestaties voor het team, zijn nummer 18 uit roulatie werd gehaald.
In 1982 wilde Cowens echter terugkeren als speler. Zijn rechten waren nog eigendom van de Boston Celtics die hem echter geen nieuwe kans wilde geven. Hierop werd hij geruild naar de Milwaukee Bucks, terwijl Quinn Buckner de omgekeerde beweging maakte. Cowens speelde 40 wedstrijden in het shirt van Milwaukee, maar als gevolg van een blessure kon hij niet aantreden in de playoffs. Na dit seizoen beëindigde Cowens definitief zijn loopbaan als speler. 
In 1991 werd hij opgenomen in de Basketball Hall of Fame en in 1996 werd Cowens opgenomen in de NBA's 50th Anniversary All-Time Team en ook in 2021 maakte hij deel uit van de NBA 75th Anniversary Team. 

### Als coach
Na zijn passage in 1978 en 1979 als speler-coach van de Celtics ging Cowens ook na zijn actieve spelersloopbaan als coach aan de slag. In 1984 was hij aan de slag bij de Bay State Bombardiers in de Continental Basketball Association. Tien jaar later werd hij in 1994 assistent-coach bij de San Antonio Spurs en dit voor 3 seizoenen. Daarna was Cowens drie seizoenen hoofdcoach bij Charlotte Hornets (1996-1999) en één seizoen bij de Golden State Warriors (2000-2001). Na een passage in 2006 bij het WNBA-team Chicago Sky was Cowens van 2006 tot 2009 nog assistent-coach bij de Detroit Pistons.

## Erelijst
- NBA-kampioen: 1974, 1976

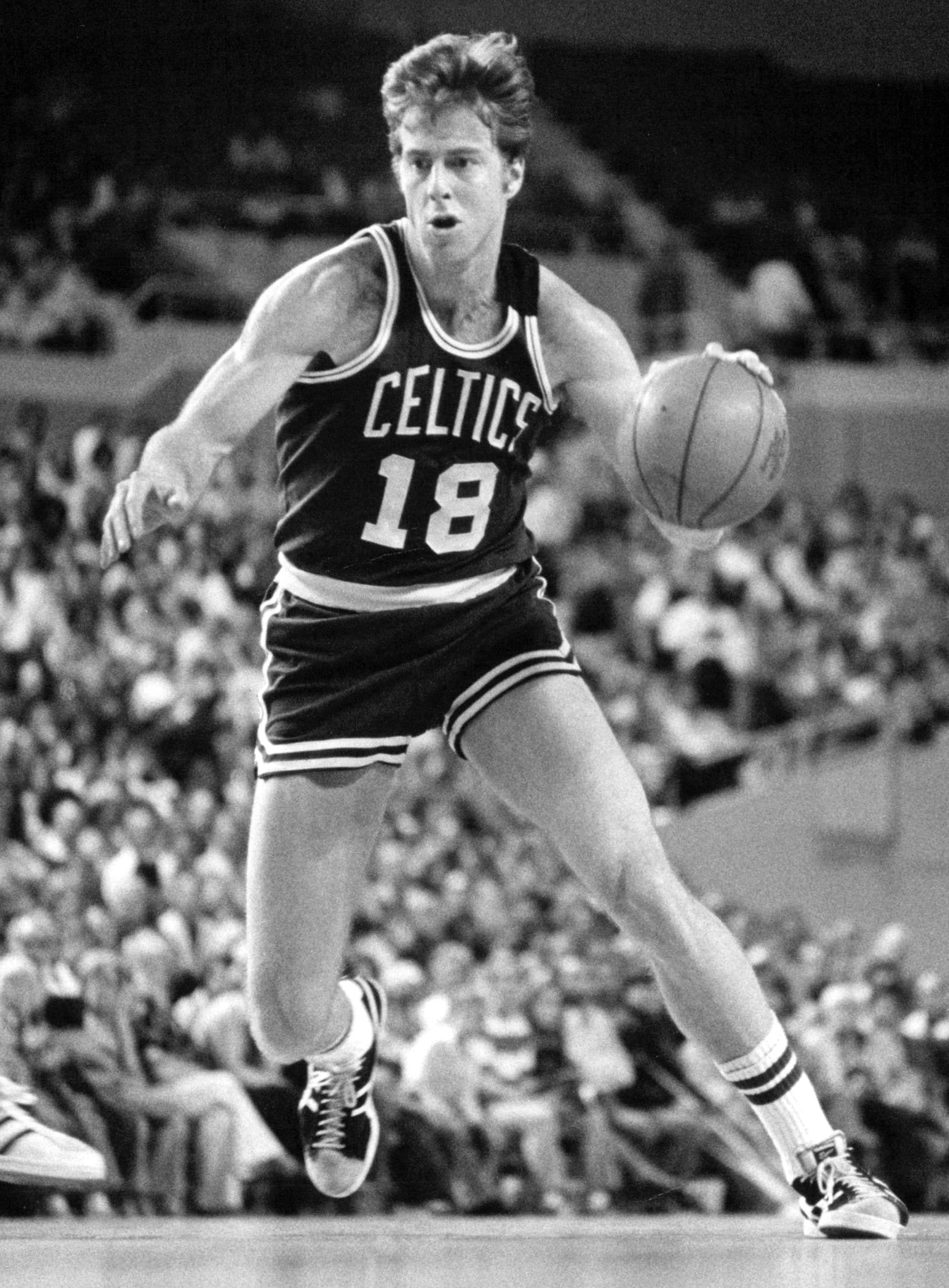
Cowens in actie in 1976

- NBA Most Valuable Player Award: 1973
- NBA All-Star: 1972, 1973, 1974, 1975, 1976 1977, 1978, 1980
- NBA All-Star Game MVP: 1973
- All-NBA Second Team: 1973, 1975, 1976
- NBA All-Defensive First Team: 1976
- NBA All-Defensive Second Team; 1975, 1980
- NBA Rookie of the Year: 1971
- NBA All-Rookie Team: 1971
- 50 Greatest Players in NBA History
- NBA 75th Anniversary Team
- Florida Sports Hall of Fame: 1973[4]
- Florida State Athletics Hall of Fame: 1977
- Basketball Hall of Fame: 1991
- College Basketball Hall of Fame: 2006[5]
- Nummer 18 teruggetrokken door de Boston Celtics[6]
- Nummer 13 teruggetrokken door de Florida State Seminoles

## Statistieken

### Als speler

#### Reguliere Seizoen
| Seizoen        | Team            | WG  | WS | MPW  | 2P%  | 3P% | FW%  | RPW  | APW  | SPW | BPW | PPW  |
| -------------- | --------------- | --- | -- | ---- | ---- | --- | ---- | ---- | ---- | --- | --- | ---- |
| 1970-1971      | Boston Celtics  | 81  | -  | 38,0 | 42,2 | -   | 73,2 | 1,.0 | 2,8  | -   | -   | 17,0 |
| 1971-1972      | Boston Celtics  | 79  | -  | 40,3 | 48,4 | -   | 72,0 | 15,2 | 3,.1 | -   | -   | 18,8 |
| 1972-1973      | Boston Celtics  | 82  | -  | 41,8 | 45,2 | -   | 77,9 | 16,2 | 4,1  | -   | -   | 20,5 |
| 1973-1974      | Boston Celtics  | 80  | -  | 41,9 | 43,7 | -   | 83,2 | 15,7 | 4,4  | 1,2 | 1,3 | 19,0 |
| 1974-1975      | Boston Celtics  | 65  | -  | 40,5 | 47,5 | -   | 78,3 | 14,7 | 4,6  | 1,3 | 1,1 | 20,4 |
| 1975-1976      | Boston Celtics  | 78  | -  | 39,8 | 46,8 | -   | 75,6 | 16,0 | 4,2  | 1,2 | 0,9 | 19,0 |
| 1976-1977      | Boston Celtics  | 50  | -  | 37,8 | 43,4 | -   | 81,8 | 13,9 | 5,0  | 0,9 | 1,0 | 16,4 |
| 1977-1978      | Boston Celtics  | 77  | -  | 41,8 | 49,0 | -   | 84,2 | 14,0 | 4,6  | 1,3 | 0,9 | 18,6 |
| 1978-1979      | Boston Celtics  | 68  | -  | 37,0 | 48,3 | -   | 80,7 | 9,6  | 3,6  | 1,1 | 0,8 | 16,6 |
| 1979-1980      | Boston Celtics  | 66  | 55 | 32,7 | 45,3 | 8,3 | 77,9 | 8,1  | 3,1  | 1,0 | 0,9 | 14,2 |
| 1982-1983      | Milwaukee Bucks | 40  | 34 | 25,4 | 44,4 | 0,0 | 82,5 | 6,9  | 2,1  | 0,8 | 0,4 | 8,1  |
| Carrière       | Carrière        | 766 | 89 | 38,6 | 46,0 | 7,1 | 78,3 | 13,6 | 3,8  | 1,1 | 0,9 | 17,6 |
| All Star-games | All Star-games  | 6   | 4  | 25,7 | 50,0 | -   | 71,4 | 13,5 | 2,0  | 0,7 | 0,2 | 12,7 |

#### Playoffs
| Seizoen   | Team           | WG | WS | MPW  | 2P%  | 3P% | FW%  | RPW  | APW | SPW | BPW | PPW  |
| --------- | -------------- | -- | -- | ---- | ---- | --- | ---- | ---- | --- | --- | --- | ---- |
| 1971-1972 | Boston Celtics | 11 | -  | 40,1 | 45,5 | -   | 59,6 | 13,8 | 3,0 | -   | -   | 15,5 |
| 1972-1973 | Boston Celtics | 13 | -  | 46,0 | 47,3 | -   | 65,9 | 16,6 | 3,7 | -   | -   | 21,9 |
| 1973-1974 | Boston Celtics | 18 | -  | 42,9 | 43,5 | -   | 79,7 | 13,3 | 3,7 | 1,2 | 0,9 | 20,5 |
| 1974-1975 | Boston Celtics | 11 | -  | 43,5 | 42,8 | -   | 88,5 | 16,5 | 4,2 | 1,6 | 0,5 | 20,5 |
| 1975-1976 | Boston Celtics | 18 | -  | 44,3 | 45,7 | -   | 75,9 | 16,4 | 4,6 | 1,2 | 0,7 | 21,0 |
| 1976-1977 | Boston Celtics | 9  | -  | 42,1 | 44,6 | -   | 77,3 | 14,9 | 4,0 | 0,9 | 1,4 | 16,6 |
| 1979-1980 | Boston Celtics | 9  | -  | 33,4 | 47,6 | 0,0 | 90,9 | 7,3  | 2,3 | 1,0 | 0,8 | 12,0 |
| Carrière  | Carrière       | 89 | -  | 42,3 | 45,1 | 0,0 | 74,4 | 14,4 | 3,7 | 1,2 | 0,9 | 18,9 |

### Als hoofdcoach

#### NBA
| Seizoen   | Team                  | W   | GW  | VW  | W%   | Resultaat                  | PW | GPW | VPW | WP%  | Resultaat PO                         |
| --------- | --------------------- | --- | --- | --- | ---- | -------------------------- | -- | --- | --- | ---- | ------------------------------------ |
| 1978-1979 | Boston Celtics        | 68  | 27  | 41  | 39,7 | 5e in Atlantic division    | -  | -   | -   | -    | nvt                                  |
| 1996-1997 | Charlotte Hornets     | 82  | 54  | 28  | 64,9 | 4e in Central division     | 3  | 0   | 3   | 0,0  | Verlies in 1e ronde                  |
| 1997-1998 | Charlotte Hornets     | 82  | 51  | 31  | 62,2 | 3e in Central division     | 9  | 4   | 5   | 44,4 | Verlies in ½ fin. Eastern Conference |
| 1998-1999 | Charlotte Hornets     | 15  | 4   | 11  | 26,7 | Opgestapt als coach        | -  | -   | -   | -    | nvt                                  |
| 2000-2001 | Golden State Warriors | 82  | 17  | 65  | 20,7 | 7e in Pacific division     | -  | -   | -   | -    | nvt                                  |
| 2001-2002 | Golden State Warriors | 23  | 8   | 15  | 34,8 | Ontslagen na 34 speeldagen | -  | -   | -   | -    | nvt                                  |
| Carrière  | Carrière              | 352 | 161 | 191 | 45,7 |                            | 12 | 4   | 8   | 33,3 |                                      |

#### WNBA
| Seizoen  | Team        | W  | GW | VW | W%   | Resultaat                | PW | GPW | VPW | WP% | Resultaat PO |
| -------- | ----------- | -- | -- | -- | ---- | ------------------------ | -- | --- | --- | --- | ------------ |
| 2006     | Chicago Sky | 34 | 5  | 29 | 14,7 | 7e in Eastern conference | -  | -   | -   | nvt |              |
| Carrière | Carrière    | 34 | 5  | 29 | 14,7 |                          | -  | -   | -   | -   |              |

7 Williams · 
10 White · 
11 Kuberski · 
12 Chaney · 
17 Havlicek · 
18 Cowens · 
19 Nelson · 
20 Hankinson · 
29 Finkel · 
32 Downing · 
35 Silas · 
44 Westphal · 
Coach Heinsohn
10 White · 
11 Scott · 
17 Havlicek · 
18 Cowens · 
19 Nelson · 
27 Stacom · 
30 McDonald · 
31 Boswell · 
33 Kuberski · 
34 Ard · 
35 Silas · 
42 Anderson · 
Coach Heinsohn